# Crème fraîche (South Park)
Crème fraîche (titre écrit Crème Fraîche en version originale) est le 14e épisode et dernier épisode de la quatorzième saison de la série télévisée américaine animée South Park, et le 209e épisode de la série au total. Il est diffusé pour la première fois sur Comedy Central aux États-Unis le 17 novembre 2010. Dans l'épisode, la vie de Stan se trouve réduite en lambeaux à la maison et à l'école en raison de la nouvelle obsession de Randy pour le Food Network, tandis que Sharon explore un nouvel intérêt de son côté.
L'épisode est écrit et réalisé par le co-créateur de la série Trey Parker. Lors de sa diffusion originale aux États-Unis le 17 novembre 2010, Crème fraîche est regardé par 2,87 millions de téléspectateurs, selon Nielsen Media Research. C'est l'émission scénarisée la plus vue de la journée. Il atteint une part d'audience de 5 % chez les adultes âgés de 18 à 49 ans.

## Intrigue
Randy développe un intérêt érotique pour la cuisine grâce aux programmes télévisés sur le Food Network. Passer des nuits entières à regarder ces émissions l'inspire à reproduire les recettes et à les servir à sa famille, mais laisse la tâche de nettoyage à leur charge. Sharon en a assez du comportement de Randy, et suppose que son fétiche pour la cuisine doit être parce qu'elle est devenue peu attirante pour lui. Encouragée par Sheila Broflovski et les publicités télévisées pour l'équipement d'exercice Shake Weight, elle finit par en acheter un avec une voix numérique qui la conseille, la flatte et la dirige constamment pendant les exercices. Conformément à la parodie générale de cet appareil vue dans la culture populaire des États-Unis depuis son début, l'exercice avec le Shake Weight ressemble clairement à une masturbation manuelle — complète avec une « libération » d'un « fluide rafraîchissant » sur le visage de l'exerciceur lorsqu'il est « terminé ». Le Shake Weight de Sharon dispense également « des frais de taxi » dans sa paume et passe en « mode réfractaire » (ressemblant à un pénis flaccide) à la conclusion de l'entraînement. À un moment donné, il la pousse à mettre son doigt dans un réceptacle arrière, prétendument pour prendre son pouls, comme décrit à la télévision.
À l'école élémentaire de South Park, Randy est découvert avoir pris la relève en tant que chef de la cafétéria (embrassant les habitudes de Chef, son prédécesseur), ayant quitté son emploi pour le faire. Ignorant les menus de déjeuner scolaires prévus, Randy cuisine une variété de plats alimentaires gourmet clairement trop complexes pour, et pas au goût des, étudiants. Randy force ensuite Stan, Kyle, Cartman et Kenny à le filmer comme s'il était dans sa propre émission de cuisine. Cartman tente d'imiter le chef Gordon Ramsay pour essayer de décourager la passion de Randy pour la cuisine, mais le plan échoue lorsque divers chefs célèbres tels que Jamie Oliver et Bobby Flay arrivent dans la cafétéria pour démarrer une nouvelle émission de cuisine compétitive, intitulée Hell's Kitchen Nightmares Iron Top Chef Cafétéria Throwdown Ultimate Cookoff Challenge.
Sharon est de plus en plus attirée par son Shake Weight et prend des vacances dans un complexe balnéaire pour s'exercer avec lui en privé. Peu de temps après, les demandes incessantes du Shake Weight de s'entraîner, y compris en public, commencent à l'agacer. Plus tard, la femme de ménage dans la chambre d'hôtel de Sharon est surprise en train de s'exercer avec le Shake Weight, et il se plaint que Sharon ne veut plus s'entraîner avec lui. Sharon est en colère et appelle le siège social de la société Shake Weight pour le retourner.
De retour à la cafétéria, où les étudiants ont attendu 12 heures pour un repas après que la cuisine a été prise en charge par les chefs, Randy finit par rentrer chez lui lorsqu'il ne peut pas trouver son ingrédient clé, la crème fraîche. Sharon rentre chez elle déterminée à résoudre ce qui ne va pas dans leur mariage grâce à l'obsession de Randy pour la cuisine. Lorsque Randy mentionne qu'il n'a pas dormi pendant plusieurs jours et qu'il était "en mode travail", Sharon propose une solution, utilisant son expérience avec le Shake Weight pour réaliser une masturbation pour Randy. Après cela, Randy devient fatigué et s'endort au lit, ayant perdu tout intérêt pour la cuisine, et promet de récupérer son emploi le lendemain. Plus tard dans la nuit, Sharon remercie le Shake Weight, ayant compris son véritable objectif en tant que sauveur de mariage. Disant que son travail est terminé, le Shake Weight fait ses adieux et s'éteint.